# Флоренс (Техас)
Флоренс (англ. Florence) — місто (англ. city) в США, в окрузі Вільямсон штату Техас. Населення — 1171 особа (2020).

## Географія
Флоренс розташований за координатами 30°50′28″ пн. ш. 97°47′34″ зх. д. / 30.84111° пн. ш. 97.79278° зх. д. (30.841041, -97.792679).  За даними Бюро перепису населення США в 2010 році місто мало площу 2,19 км², з яких 2,19 км² — суходіл та 0,00 км² — водойми.

## Демографія
Згідно з переписом 2010 року, у місті мешкало 1136 осіб у 391 домогосподарстві у складі 283 родин. Густота населення становила 519 осіб/км².  Було 446 помешкань (204/км²).
Расовий склад населення:
| - 76,8 % — білих - 0,7 % — корінних американців - 0,4 % — азіатів - 0,3 % — чорних або афроамериканців - 19,5 % — осіб інших рас |

До двох чи більше рас належало 2,2 %. Частка іспаномовних становила 38,7 % від усіх жителів.
За віковим діапазоном населення розподілялося таким чином: 32,6 % — особи молодші 18 років, 56,3 % — особи у віці 18—64 років, 11,1 % — особи у віці 65 років та старші. Медіана віку мешканця становила 30,9 року. На 100 осіб жіночої статі у місті припадало 117,2 чоловіків;  на 100 жінок у віці від 18 років та старших — 107,6 чоловіків також старших 18 років.
Середній дохід на одне домашнє господарство  становив 50 632 долари США (медіана — 41 875), а середній дохід на одну сім'ю — 63 101 долар (медіана — 51 042). За межею бідності перебувало 10,8 % осіб, у тому числі 9,3 % дітей у віці до 18 років та 9,1 % осіб у віці 65 років та старших.
Цивільне працевлаштоване населення становило 508 осіб. Основні галузі зайнятості: будівництво — 28,5 %, освіта, охорона здоров'я та соціальна допомога — 15,7 %, роздрібна торгівля — 10,6 %, виробництво — 8,7 %.